# 金山乡 (梨树县)
金山乡，是中华人民共和国吉林省四平市梨树县下辖的一个乡镇级行政单位。

## 行政区划
金山乡下辖以下地区：
金山村、平安堡村、大城子村、长岭子村、旱河村、南岗子村、朝阳村、沿河村、三合屯村和崔家岗子村。

## 地理位置
金山乡地理位于中国吉林省梨树县东北方向，北面和四平辽河农垦管理区间隔辽河。
东边和小城子镇、双河镇相邻；南边与万发镇相连、西面与泉眼岭乡相接。
金山乡地势属于波状台地，西高东低平坦地区。165至185米中间海拔，落差20米左右。东西宽约10公里左右，南北长约15公里左右。

## 气候条件
金山乡幅员面积124平方公里。土壤主要以盐碱化黑钙土与盐碱化淡黑钙土为主，成土母质为中更新统黄土沉积物。
金山乡年降雨量大约560毫米，活动积温年总3060℃左右，年平均气温5.8℃，无霜期为145天。村民饮用水地下水位为8至13米。

## 主要路段
科岩路、大沙路。